# エストニア・スーパーカップ
エストニア・スーパーカップ（エストニア語: Eesti Superkarikas）は、1996年に創設されたエストニアで行われるサッカーのスーパーカップである。前年度のメスタリリーガ優勝チームとエストニア・カップ優勝チームが対戦する。

## 歴代優勝クラブ
| 年度 | 優勝（回数）                 | 結果                     | 準優勝                       |
| ---- | ---------------------------- | ------------------------ | ---------------------------- |
| 1996 | タリナ・サダム (1)           | 3-2                      | ランタナ・タリン             |
| 1997 | ランタナ・タリン (1)         | 3-0                      | タリナ・サダム               |
| 1998 | フローラ・タリン (1)         | 3-2（延長戦）            | タリナ・サダム               |
| 1999 | レバディア・マールドゥ (1)   | 4-1                      | フローラ・タリン             |
| 2000 | レバディア・マールドゥ (2)   | 2-1（延長戦）            | ヴィリャンディ・トゥレヴィク |
| 2001 | レバディア・マールドゥ (3)   | 5-1 （A2-0H, H3-1A[A]）  | ナルヴァ・トランス           |
| 2002 | フローラ・タリン (2)         | 1-1（延長戦） （PK 4-2） | レバディア・タリン[B]        |
| 2003 | フローラ・タリン (3)         | 3-1（延長戦）            | TVMKタリン                   |
| 2004 | フローラ・タリン (4)         | 2-1                      | レバディア・タリン           |
| 2005 | TVMKタリン (1)               | 1-0                      | レバディア・タリン           |
| 2006 | TVMKタリン (2)               | 1-1（延長戦） （PK 3-2） | フローラ・タリン             |
| 2007 | ナルヴァ・トランス (1)       | 2-1                      | レバディア・タリン           |
| 2008 | ナルヴァ・トランス (2)       | 4-1                      | レバディア・タリン           |
| 2009 | フローラ・タリン (5)         | 2-1                      | レバディア・タリン           |
| 2010 | レバディア・タリン (4)       | 2-0                      | フローラ・タリン             |
| 2011 | フローラ・タリン (6)         | 0-0（延長戦） （PK 5-3） | レバディア・タリン           |
| 2012 | フローラ・タリン (7)         | 4-0                      | ナルヴァ・トランス           |
| 2013 | レバディア・タリン (5)       | 3-0                      | ノーメ・カリュ               |
| 2014 | フローラ・タリン (8)         | 1-0                      | レバディア・タリン           |
| 2015 | レバディア・タリン (6)       | 5-0                      | サントス・タルトゥ           |
| 2016 | フローラ・タリン (9)         | 3-0                      | ノーメ・カリュ               |
| 2017 | インフォネット (1)           | 5-0                      | フローラ・タリン             |
| 2018 | レバディア・タリン (7)       | 2-2（延長戦） (PK 4-3)   | フローラ・タリン             |
| 2019 | ノーメ・カリュ (1)           | 3-2                      | レバディア・タリン           |
| 2020 | フローラ・タリン (10)        | 2-0                      | ナルヴァ・トランス           |
| 2021 | フローラ・タリン (11)        | 1-0                      | パイデ・リナメースコンド     |
| 2022 | レバディア・タリン (8)       | 0-0（延長戦） (PK 4-2)   | フローラ・タリン             |
| 2023 | パイデ・リナメースコンド (1) | 3-2                      | フローラ・タリン             |
| 2024 | フローラ・タリン (12)        | 2-2（延長戦） (PK 5-3)   | ナルヴァ・トランス           |

出典
注釈
1. ^ 第2戦はナルヴァ・トランスが不適切な選手起用をしたため、後に没収試合とされた。
2. ^ 当時のレバディア・タリンはレバディア・マールドゥのリザーブチーム。2004年にレバディア・マールドゥはレバディア・タリン、レバディア・タリンはレバディアII・タリンに改称した。

## クラブ別優勝回数
| クラブ                       | 優勝 | 準優勝 | 優勝年度                                                               |
| ---------------------------- | ---- | ------ | ---------------------------------------------------------------------- |
| フローラ・タリン             | 12   | 7      | 1998, 2002, 2003, 2004, 2009, 2011, 2012, 2014, 2016, 2020, 2021, 2024 |
| レバディア・タリン           | 8    | 8      | 1999, 2000, 2001, 2010, 2013, 2015, 2018, 2022                         |
| ナルヴァ・トランス           | 2    | 3      | 2007, 2008                                                             |
| TVMKタリン                   | 2    | 1      | 2005, 2006                                                             |
| タリナ・サダム               | 1    | 2      | 1996                                                                   |
| ノーメ・カリュ               | 1    | 2      | 2019                                                                   |
| ランタナ・タリン             | 1    | 1      | 1997                                                                   |
| パイデ・リナメースコンド     | 1    | 1      | 2023                                                                   |
| インフォネット               | 1    | 0      | 2017                                                                   |
| ヴィリャンディJKトゥレヴィク | 0    | 1      | —                                                                      |
| レバディア・タリン U-21      | 0    | 1      | —                                                                      |
| サントス・タルトゥ           | 0    | 1      | —                                                                      |